# Vrbovka krátkoplodá
Vrbovka krátkoplodá (Epilobium brachycarpum) je druh vrbovky.

## Výskyt
Vrbovka krátkoplodá pochází ze Severní Ameriky, kde je rozšířená a kde žije v různých otevřených a lesních biotopech. Byla také zavlečena do některých oblastí Jižní Ameriky. 
V roce 2002 byla popsána v Německu, kam se dostala jako invazní druh přes americké vojenské základny. V roce 2016 byla poprvé zjištěna v České republice, a to na Sokolovsku.

## Popis
Jedná se o vysokou žláznatou, chlupatou jednoletou bylinu dosahující občas výšky až dvou metrů. Má úzké, zakřivené, špičaté listy o délce až několika centimetrů. 
Květ má čtyři okvětní lístky, které mohou být zvnějšku tak hluboko vykrojené, že vypadají jako čtyři páry lístků. Obvykle jsou světle fialové nebo růžové, s tmavším žilkováním. Plodem je tobolka dlouhá 1 až 3 centimetry.